# 苏布拉塔·米特拉
苏布拉塔·米特拉（1930年10月12日– 2001年12月7日）是一位印度攝影指導。 他生于加尔各答。他是大地之歌、董夫人等電影的攝影師。1986年，他獲得印度国家电影奖最佳摄影奖，同年獲頒莲花士勋章。